# Lake City (Géorgie)
Pour les articles homonymes, voir Lake City.
Lake City est une ville du comté de Clayton en Géorgie, aux États-Unis.

## Démographie
| 1960  | 1970  | 1980  | 1990  | 2000  | 2010  |
| ----- | ----- | ----- | ----- | ----- | ----- |
| 1 042 | 2 306 | 2 963 | 2 733 | 2 886 | 2 612 |